# NGC 3832
NGC 3832 is een balkspiraalstelsel in het sterrenbeeld Leeuw. Het hemelobject werd op 10 april 1785 ontdekt door de Duits-Britse astronoom William Herschel.

## Synoniemen
- UGC 6693
- MCG 4-28-40
- ZWG 127.38
- PGC 36446